# Messier 79
Messier 79 (také M79 nebo NGC 1904) je kulová hvězdokupa v souhvězdí Zajíce. Objevil ji Pierre Méchain 26. října 1780. Hvězdokupa je od Země vzdálená okolo 42 100 světelných let a od středu Mléčné dráhy asi 60 000 světelných let.

## Pozorování

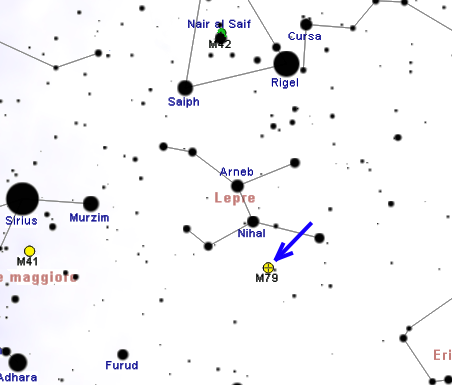
Poloha M 79 v souhvězdí Zajíce.

M79 se dá najít poměrně snadno protažením spojnice hvězd Arneb (α Leporis) a Nihal (β Leporis) jižním směrem o stejnou vzdálenost, která dělí tyto hvězdy. Pro spatření této hvězdokupy středně velkým triedrem je zapotřebí velmi čistá obloha, ale dalekohled o průměru 80 mm ji ukáže mnohem snadněji. V dalekohledu o průměru 140 mm se při zvětšení 25x ukáže jako kulatá skvrna, ve které se skrývá několik velmi malých hvězd, jejichž počet v dalekohledu o průměru 200 mm naroste na padesát. Při průměru 300 mm se dá rozeznat výrazně více hvězd a v nejjasnější záři uprostřed hvězdokupy je vidět více než stovka hvězd.
M79 je možno jednoduše pozorovat z obou zemských polokoulí, ale pozorovatelé na jižní polokouli jsou velmi zvýhodněni. Přesto kvůli své poloze není pozorovatelná v severních částech Evropy za polárním kruhem a v oblasti severního mírného podnebného pásu zůstává poměrně nízko nad obzorem. Na jižní polokouli vychází hvězdokupa velmi vysoko na oblohu. Nejvhodnější období pro její pozorování na večerní obloze je od listopadu do dubna.

## Historie pozorování
Hvězdokupu objevil Pierre Méchain 26. října 1780 a ještě téhož roku Charles Messier změřil její polohu a přidal ji do svého katalogu s tímto popisem: „Mlhovina bez hvězd umístěná pod Zajícem na stejné rovnoběžce s hvězdou 6. magnitudy. Viděl ji p. Méchain 26. října 1780… Tato mlhovina je pěkná, má jasný střed a trochu rozptýlenou mlhavost. Její poloha byla určena pomocí hvězdy Epsilon Zajíce, která je čtvrté magnitudy.“ Na jednotlivé hvězdy ji kolem roku 1784 svým velkým dalekohledem rozložil William Herschel a popsal ji jako velmi bohatou kulovou hvězdokupu.

## Vlastnosti
M79 je od Země vzdálená okolo 42 100 světelných let a od středu Galaxie asi 60 000 světelných let. Jejímu úhlovému rozměru 9,6' v této vzdálenosti odpovídá skutečná velikost přibližně 118 světelných let. Má mírně protažený tvar a do roku 2013 v ní bylo nalezeno pouze 12 nebo 13 proměnných hvězd. Od Země se vzdaluje rychlostí kolem 206 km/s. Předpokládané stáří hvězdokupy je 11,7 miliard let.
V roce 2003 bylo v souhvězdí Velkého psa nalezeno výrazné zhuštění hvězd, které bylo prohlášeno za trpasličí galaxii s názvem trpasličí galaxie Velký pes. M79 by tak mohla pocházet z této trpasličí galaxie, protože se nachází fyzicky blízko ní, podobně jako je Messier 54 součástí trpasličí eliptické galaxie ve Střelci. Novější výzkumy ovšem zpochybnily podstatu galaxie ve Velkém psu a pozorované zhuštění hvězd připisují pouhému prohnutí galaktického disku Mléčné dráhy.

### Knihy
- O'MEARA, Stephen James. Deep Sky Companions: The Messier Objects. New York: Cambridge University Press, 1998. Dostupné online. ISBN 0-521-55332-6. (anglicky)

### Mapy hvězdné oblohy
- Toshimi Taki. Taki's 8.5 Magnitude Star Atlas [online]. 2005 [cit. 2018-02-06]. Dostupné v archivu pořízeném dne 2018-11-05. (anglicky) - Atlas hvězdné oblohy volně stažitelný ve formátu PDF.
- TIRION, RAPPAPORT, LOVI. Uranometria 2000.0 - Volume II - The Southern Hemisphere to +6°. Richmond, Virginia, USA: Willmann-Bell, inc., 1987. ISBN 0-943396-15-8.
- TIRION, SINNOTT. Sky Atlas 2000.0. 2. vyd. Cambridge, USA: Cambridge University Press, 1998. ISBN 0-933346-90-5.
- TIRION. The Cambridge Star Atlas 2000.0. 3. vyd. Cambridge, USA: Cambridge University Press, 2001. Dostupné online. ISBN 0-521-80084-6.